# Мораль панів і мораль рабів
Мораль панів і мораль рабів (нім. Herren- und Sklavenmoral) — одна з тем, яку торкався у своїх роботах німецький філософ Фрідріх Ніцше, зокрема у творі «Генеалогія моралі» (1887).
У творі Ніцше пропонується поділ моралі на дві основні форми: "мораль панів" і "мораль рабів". Заради зручності у розумінні, люди рабської моралі цінують доброту, покірність та співчуття, тоді як у моралі пана на перший план виступає гордість, сила та шляхетність. Мораль панів оцінює вчинки, враховуючи наслідки для особи, яка їх здійснила, тоді як рабська мораль спирається на наміри, чи були вони добрими, чи злими. Обидві форми моралі залишають осторонь людські емоції.
У своїх творах Ніцше висловлював думку про те, що мораль є невід'ємною складовою людської культури. Він вбачав, що мова, коди, практики, культурний досвід та інституції сформовані в результаті боротьби між двома моральними структурами.

## Мораль панів
Ніцше визначає мораль панів як мораль людей сильної волі. Він критикує таку точку зору, яку ототожнює із сучасною йому англійською філософією, згідно з якою добре все те, що корисно, а погане є все, що шкідливе. Ніцше вважає, що таке уявлення не враховує походження цінностей і ґрунтується на безумовному прийнятті звичок: все, що корисне, завжди вважається добрим, отже, корисність добра є цінністю. За філософом, у доісторичному суспільстві «цінність або відсутність цінності дії випливає з її наслідків», і, на кінець, «не існує моральних фактів, існують лише моральні тлумачення фактів». Для людини з сильним духом щось «хороше» є шляхетним, сильним і потужним, тоді як «погане» вважається слабким, боягузливим, малопродуктивним.
Основна ідея моралі панів полягає в шляхетності. Шляхетність включає такі цінні якості, як широта поглядів, неупередженість, мужність, правдивість, довіра і точне почуття власної гідності. Мораль панів виникає у «шляхетній людині», в якої в душі спонтанно виникає ідея блага, а поняття того, що є погано, розвивається від протилежного — того, що не є благом. «Благородний тип людини сам визначає цінності, він не потребує схвалення; він має свої стандарти: те, що шкодить йому, шкодить само собою; він знає, як ставитися до речей, і сам творить цінності». У цьому контексті важливо визнати, що людина сама є мірою всіх моральних істин. Якщо щось корисне для людини з сильною волею, то це є цінним для неї. Таким чином, воля визнає речі як добрі, оскільки вони сприяють самореалізації через волю до влади.

## Мораль рабів
Пани є творцями моралі, тоді як раби формують свою мораль відповідно до панів. У відмінність від моралі панів, яка базується на почуттях, рабська мораль ґрунтується на почутті ressentiment — вона налаштована на приниження того, що є цінністю для панів і чого раби не мають. Мораль панів розвивається у людей сильного духу, тоді як рабська мораль виявляється у слабких. Ці дві моралі є протилежностями одна одній. Рабська мораль є реакцією на пригнічення, тому вона спрямована на дискредитацію своїх гнобителів. Вона характеризується песимізмом та цинізмом.
Рабська мораль обходиться без примусу, не прагнучи нав'язувати свою волю силовим шляхом, тому вона вдається до більш хитрих маніпуляцій. Її метою не є перевершення панів, а зміна їхнього статусу на рівень рабів. У центрі рабської моралі лежить утилітарний підхід: їй важливо те, що є корисним для всього суспільства, а не лише для сильних класів. Ніцше бачив у цьому протиріччя. Оскільки сильних є небагато в порівнянні зі слабкими масами, останні отримують владу шляхом підірвання сильних шляхом поширення ідей, що рабство (а саме воля до влади) є чимось "поганим": будби раби народилися з таким набором якостей і не мали змоги його змінити. Заявляючи, що смиренність є добровільною формою поведінки, рабська мораль уникає визнання факту, що насправді смиренність була наштовхнутою панами. Біблійські принципи, такі як "підставити іншу щоку", ідеї смирення, милосердя і співчуття є наслідком поширення рабського становища на всю людність, включаючи панів. Ніцше писав, що "демократичний рух є нащадком християнства". Політичним виявом рабської моралі є захоплення ідеями свободи та рівності.

## Товариство панів та рабів
Протягом всієї історії людства ми спостерігаємо епізоди зіткнень між двома формами моралі. За словами Ніцше, давньогрецьке та римське суспільства ґрунтувалися на моралі панів. Типові герої гомерівських епосів втілювали в собі мораль панів, а самі твори, такі як "Іліада" та "Одіссея", служать прикладом цієї моралі. Ніцше описує гомерівських героїв як "людей благородної культури". Однак мораль панів почала втрачати свою владу після поширення християнства по всій Римській імперії, що привело до її розколу.
Завжди відбувалась боротьба між римською культурою, що представляла мораль панів та сильних духом, і юдейською культурою, що втілювала мораль рабів та слабких. Ніцше розкритикував перемогу рабської моралі на Заході і вважав демократичний рух "колективним занепадом людства". Згідно з його поглядами, демократичний рух, який народився, є рабським і слабким. Влада слабості підкорює силу, раб піддушує пана, а sentiment відступає перед ressentiment. Ніцше називає це ressentiment "священною мстивістю", що ґрунтується на заздрості слабких, які прагнуть поневолити сильних і підривають основи їхньої влади. Філософ вбачав демократію і християнство як єдиний ворожий імпульс, метою якого є зробити всіх людей рівними шляхом зроблення їх рабами.
Ніцше не вважав, що мораль панів повинна бути розглянута як "абсолютну мораль". Він стверджував, що перегляд моралі дозволить зминути протиріччя між двома видами моралі. Однак, він висловлював думку, що для окремої особи було б краще прийняти мораль панів, а не рабів.

## Схожі теми в інших авторів
Раніше ніж тему моралі панів і моралі рабів розробив Фрідріх Ніцше, вона була порушена в ідеології головного героя твору Ф. М. Достоєвського « Злочин і кара » Родіона Раскольникова (ідея про «тварях тремтячих і мають»).